# Коркішко Дмитро Юрійович
Дмитро Юрійович Коркішко (нар. 4 травня 1990, Черкаси) — український футболіст, лівий вінгер.

## Клубна кар'єра
Вихованець ДЮФШ «Динамо» імені Валерія Лобановського, в якій навчався з 1998 року. перший тренер — Сергій Величко. З часом Коркішко став одним із найрезультативніших гравців дитячо-юнацької футбольної ліги України, у 78 матчах за «Динамо» забив 62 голів. Також зіграв три матчі у чемпіонаті Києва, відзначився одним голом.

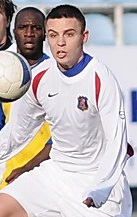
Дмитро Коркішко під час виступів за «Арсенал». 19 березня 2010 року.

5 квітня 2007 року дебютував за «Динамо-2» у домашньому матчі проти ужгородського «Закарпаття» (поразка 0:2). За «Динамо-2» у першій лізі зіграв 50 матчів, у яких забив 13 м'ячів. Також з 2007 року виступав у першості дублерів, за дубль «Динамо» зіграв 16 матчів, має в активі 4 голи.
Влітку 2009 року був включений до складу основної команди, проте виступав лише в молодіжній першості, зігравши там до кінця року у 9 матчах, в яких забив 4 голи. На початку 2010 року перейшов до київського «Арсенала» на правах оренди. У складі нової команди дебютував в матчах Прем'єр-ліги чемпіонату України, вийшовши на заміну у грі проти львівських «Карпат» 13 березня 2010 року. По завершенні терміну оренди влітку 2010 залишив «Арсенал», усього відіграв у складі команди у трьох матчах, відзначився одним забитим голом.
Після повернення з оренди знову став гравцем «Динамо-2» і продовжив виступи у Першій лізі, де протягом наступних 3,5 сезонів зіграв у 40 матчах чемпіонату і забив 10 голів.
10 лютого 2014 року на правах вільного агента підписав контракт з білоруським «Мінськом». 4 червня 2014 року розірвав контракт з клубом.
8 серпня 2014 року підписав контракт з першоліговою «Полтавою», де провів наступний сезон.
14 вересня 2015 року уклав однорічний контракт з одеським «Чорноморцем» з можливістю подальшої пролонгації. У складі «моряків» дебютував 23 вересня в кубковому матчі проти «Ворскли», а 27 вересня вперше зіграв за одеський клуб у чемпіонаті в домашньому поєдинку знову проти «Ворскли». У сезоні 2016/17 став найкращим бомбардиром одеського «Чорноморця», забивши 7 голів у 27 матчах чемпіонату України.
23 червня 2017-го року стало відомо, що Коркішко підписав дворічний контракт з турецьким клубом «Гіресунспор». У сезоні 2017/18 Дмитро став найкращим бомбардиром команди.
27 червня 2018 року нападник перейшов до «Хатайспора», який за підсумками попереднього сезону завоював право грати у другому за силою дивізіоні Туреччини.

## Виступи за збірні
Викликається до юнацьких збірних України починаючи з 15-річного віку. Дебют у футболці збірної відбувся 21 серпня 2005 року у матчі збірної України U-16 проти білоруських однолітків (поразка 0:1).
У складі збірної України U-19 — чемпіон Європи 2009 року. Під час фінальної частини чемпіонату, що проходила у Донецьку і Маріуполі, взяв участь в усіх п'яти матчах української команди, незмінно виходячи у стартовому складі. Відзначитися у воротах супротивника зміг лише у вирішальному останньому матчі (фінал 2 серпня 2009 року, Україна — Англія 2:0). Гол Коркішка зі штрафного у верхній кут воріт на 49-й хвилині матчу став другим для української збірної та встановив остаточний рахунок гри.
2012 року був гравцем молодіжної збірної України.

## Досягнення

### Командні
- Чемпіон Європи серед юнаків (U-19) 2009 року

### Індивідуальні
- У списках найкращих футболістів України: 2016/17.
- Найкращий бомбардир сезону у складі команди «Чорноморець» (Одеса): 2016/17 (7).
- Найкращий бомбардир сезону у складі команди «Гіресунспор»: 2017/18 (7).